# Freddie Prinze jr.
Freddie James Prinze jr. (Los Angeles (Californië), 8 maart 1976) is een Amerikaans acteur die vooral bekend werd door zijn rollen in tienerfilms.

## Biografie
Prinze werd geboren als de zoon van Katherine Elaine Cochran en Freddie Prinze, een Amerikaanse acteur en komiek. Zijn vader pleegde echter zelfmoord toen hij 10 maanden oud was. Prinze groeide op in Albuquerque (New Mexico) en in Puerto Rico. Hij werd al vroeg geboeid door acteren en werd al spoedig lid van het Albuquerque Children's Theatre en het Duo Drama Company. Nadat hij de middelbare school in 1994 had afgerond, verhuisde hij naar Los Angeles en deed hij auditie als televisiepresentator. 
Prinze brak door in 1996 in de film To Gillian on Her 37th Birthday, waarin hij samenspeelde met Claire Danes. Daarna had hij rollen in onder meer The House of Yes (1997), I Know What You Did Last Summer (ook 1997, en waarin hij zijn toekomstige vrouw ontmoette: Sarah Michelle Gellar), She's All That (1999), Wing Commander (ook 1999), Down to You (2000), Boys and Girls (ook 2000), Summer Catch (2001), Scooby Doo (2002) en Scooby-Doo 2: Monsters Unleashed (2004). Ook speelde hij mee in de romantische film Head Over Heels uit 2001, waarin hij de rol vertolkte van Jim Winston als tegenspeler van Amanda Pierce (Monica Potter).
I Know What You Did Last Summer, een thriller waarin hij samenspeelde met Jennifer Love Hewitt en Sarah Michelle Gellar, werd een kaskraker. Met Gellar speelde hij ook in beide Scooby Doo-films. Hij deed eveneens een stem samen met haar in de animatiefilm Happily N'Ever After uit 2007. Op 1 september 2002 traden de twee in het huwelijk. Het echtpaar heeft een dochter en een zoon.
Prinze is een van de schrijvers van de WWE.

## Films
| Jaar      | Film                                         | Rol                       | Nota's |
| --------- | -------------------------------------------- | ------------------------- | ------ |
| 1996      | To Gillian on Her 37th Birthday              | Joey Bost                 |        |
| 1997      | The House of Yes                             | Anthony Pascal            |        |
| 1997      | I Know What You Did Last Summer              | Ray Bronson               |        |
| 1998      | I Still Know What You Did Last Summer        | Ray Bronson               |        |
| 1999      | She's All That                               | Zachary "Zack" Siler      |        |
| 1999      | Wing Commander                               | 1st Lt. Christopher Blair |        |
| 2000      | Down to You                                  | Alfred "Al" Connelly      |        |
| 2000      | Boys and Girls                               | Ryan Walker               |        |
| 2001      | Head Over Heels                              | Jim Winston/Bob Smoot     |        |
| 2001      | Summer Catch                                 | Ryan Dunne                |        |
| 2002      | Scooby-Doo                                   | Fred Jones                |        |
| 2004      | Scooby-Doo 2: Monsters Unleashed             | Fred Jones                |        |
| 2006      | Shark Bait                                   | Pisces "Pi"               | Stem   |
| 2007      | Brooklyn Rules                               | Michael                   |        |
| 2007      | Happily N'Ever After                         | Rick                      | Stem   |
| 2007      | New York City Serenade                       | Owen                      |        |
| 2008      | Delgo                                        | Delgo                     | Stem   |
| 2008      | Jack and Jill vs. the World                  | Jack                      |        |
| 2012      | Mass Effect: Paragon Lost                    | Lieutenant James Vega     | Stem   |
| 2014      | Dragon Age: Inquisition                      | The Iron Bull             | Stem   |
| 2014-2018 | Star Wars Rebels                             | Kanan Jarras              | Stem   |
| 2019      | Star Wars: Episode IX: The Rise of Skywalker | Kanan Jarras              | Stem   |
| 2021      | Star Wars: The Bad Batch                     | Caleb Dume                | Stem   |
| 2022      | Christmas without you                        | Miguel                    |        |
| 2025      | I Know What You Did Last Summer              | Ray Bronson               |        |